# GNUstep
GNUstep — свободная реализация Cocoa (ранее OpenStep) — объектно-ориентированного API (Objective-C) для объектно-ориентированных операционных систем.
У GNUstep есть кросс-платформенная, объектно-ориентированная IDE. Как и Apple Cocoa, GNUstep также обеспечивает биндинги к Java, Ruby, Guile и другим реализациям Scheme. Для сохранения совместимости разработчики GNUStep отслеживают изменения Apple в Cocoa.

## История
Проект был начат Паулем Кунцем (Paul Kunz) с командой из Стенфордского Центра линейного ускорителя (Stanford Linear Accelerator Center) которым был нужен порт HippoDraw из NeXTSTEP на другую платформу. Вместо того, чтобы переписывать программу с нуля, используя ее архитектуру, разработчики решили переписать слой NeXTSTEP, от которого зависело приложение. Это была первая версия libobjcX. 
Это позволило им портировать HippoDraw на Unix-системы, работающие под управлением X Window, не меняя ни единой строки исходного кода приложения. После публикации спецификации OpenStep в 1994 году, они решили написать новую библиотеку objcX, которая должна была поддерживать новые API. Программное обеспечение стало называться GNUstep.

## Программы
Список программ написанных/портированных на GNUstep.

### Написанные с нуля
- Addresses
- GNUMail, почтовый клиент
- GNUstep Database Library 2, клон Enterprise Objects Framework
- GNUstepWeb, an application server
- Gorm, an interface builder
- GWorkspace, окружение рабочего стола и файловый менеджер
- Grr, RSS-читалка
- Oolite, клон Elite, космический симулятор с элементами экономической стратегии
- PRICE
- ProjectCenter
- TalkSoup
- Terminal
- Zipper

### Портированные с NeXTSTEP, OPENSTEP, или macOS
- Adun
- BioCocoa
- Chess
- Cenon
- EdenMath
- Eggplant
- Emacs
- Fortunate
- Gomoku
- NeXTGO
- TextEdit
- TimeMon